# Cryptolabis (Cryptolabis) alticola
Cryptolabis (Cryptolabis) alticola is een tweevleugelige uit de familie steltmuggen (Limoniidae). De soort komt voor in het Neotropisch gebied.